# Brachypelma angustum
Brachypelma angustum är en spindelart som beskrevs av Valerio 1980. Brachypelma angustum ingår i släktet Brachypelma och familjen fågelspindlar.
Artens utbredningsområde är Costa Rica. Inga underarter finns listade.